# Bajusz Mihály (tanár)
Bajusz Mihály (Gölnicbánya, 1841. július 3. – Pozsony, 1872. március 24.) tanár.

## Élete
Tanult Debrecenben és állami ösztöndíjjal Bécsben, tanár volt előbb Máramarosszigeten, Szatmárnémetiben és 1868-tól a pozsonyi városi reáliskolánál, ahol a mennyiség- és természettant tanította.

## Művei
- Elemző tértan a lapban. Középtanodák felsőbb osztályai és tanárjelöltek számára. Pest, 1869.
- Laptértan felsőbb intézetek számára. Pest, 1869.
- Tömörtértan. Középtanodák felsőbb osztályai számára. Pest, 1870.
- Gömbi háromszögmértan, középtanodák és felsőbb tanintézetek számára. Pest, 1870.
- Lapi háromszögmértan. Felsőbb tanintézetek számára. Pest, 1870.
- Ötszámjegyű sorszám- és szegletmérési táblák Wittstein Tivadar után átdolgozva. Pest, 1870.